# Blanche de Brabant
Blanche de Brabant is een Belgisch bier. Het wordt gebrouwen door Brouwerij Timmermans (sinds 1993 eigendom van brouwerij John Martin) te Itterbeek.
Blanche de Brabant behoort tot de Bières de Brabant, een verzamelnaam voor 7 bieren die allemaal “de Brabant” in de naam dragen.
Blanche de Brabant is een witbier met een alcoholpercentage van 5%. Bij de productie werden korianderzaad en sinaasappelschil toegevoegd.